# Phức cảm Oedipus

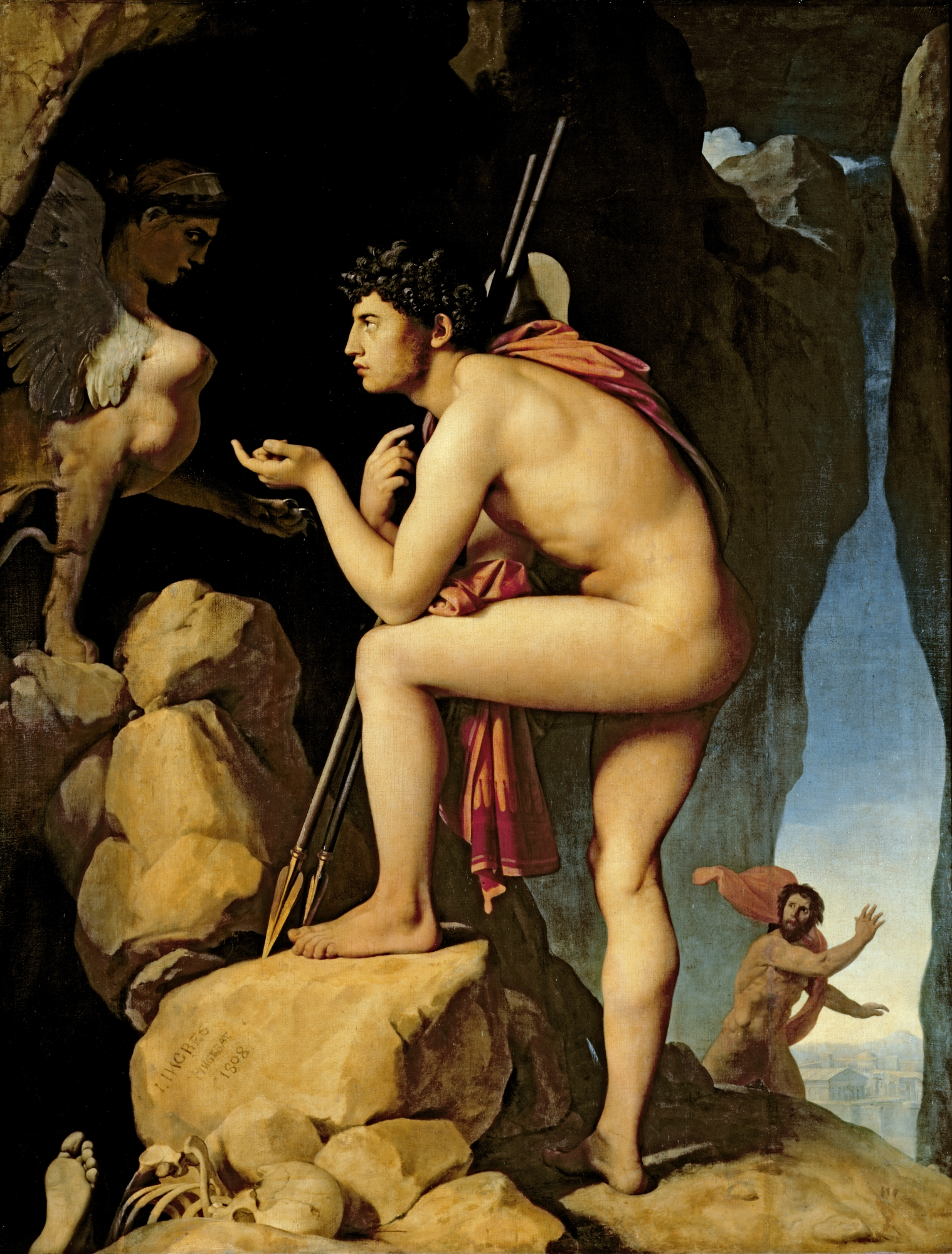
Oedipus describes the riddle of the Sphinx, by Jean Auguste Dominique Ingres, (ca. 1805).

Phức cảm Oedipus (tiếng Anh: Oedipus complex; phiên âm tiếng Việt: Phức cảm Ơ-đíp) giải thích các cảm xúc và ý tưởng mà tâm trí giữ trong vô thức thông qua ức chế, về ham muốn tình dục của một đứa trẻ muốn có quan hệ tình dục với cha mẹ khác giới mình (nghĩa là trẻ trai sẽ có hấp dẫn với mẹ chúng, và trẻ gái có hấp dẫn với cha chúng). Sigmund Freud, người đã đặt ra từ này, tin rằng phức cảm Oedipus là một ham muốn bố mẹ có ở cả trẻ trai và trẻ gái; Freud bỏ qua từ "mặc cảm Electra" do Carl Gustav Jung đưa ra để chỉ mặc cảm của các bé gái. Phức cảm Oedipus bắt đầu từ giai đoạn thứ 3 — độ tuổi 3–6 — của 5 giai đoạn phát triển tâm sinh lý: (i) miệng, (ii) hậu môn, (iii) dương vật, (iv) tiềm ẩn, và (v) bộ phận sinh dục — theo đó các khoái cảm tình dục được bắt nguồn từ những vùng kích thích tình dục khác nhau của cơ thể đứa trẻ. Phức cảm Oedipus đề cập đến quan hệ tình dục và mong muốn được chia sẻ giữa con trai/con gái và mẹ/cha của mình, cảm xúc này không bắt buộc phải 2 chiều.